# Sciapus brioni
Sciapus brioni är en tvåvingeart som först beskrevs av Becker 1918.  Sciapus brioni ingår i släktet Sciapus och familjen styltflugor. Inga underarter finns listade i Catalogue of Life.